# Moberly, Missouri
Moberly är en stad i Randolph County i Missouri. Orten fick sitt namn efter järnvägsdirektören W.E. Moberly. Staden kallas för Magic City. Smeknamnet har med det att göra att Moberly växte så snabbt att det var som om staden uppstod ur tomma intet.

## Kända personer från Moberly
- Brent Briscoe, skådespelare och manusförfattare